# Everything2
Everything2 (auch als E2 abgekürzt) ist eine Online-Community, die aus untereinander verlinktem Material der Benutzer besteht. E2 wird auf Qualität hin moderiert, hat aber keine Eingrenzung auf Seite der Themen. Die Beiträge auf E2 haben mit enzyklopädischen Artikeln, Tagebucheinträgen, Humor und Ähnlichem ein weites Spektrum.

## Geschichte
Der Vorgänger von E2 war eine ähnliche Datenbank mit Namen Everything (später auch als Everything1 oder kurz E1 bezeichnet), das im März 1998 von Nathan Oostendorp gestartet wurde. Anfangs war diese Seite nahe mit Slashdot verbunden. Die Software von E2 bietet weit mehr Funktionen, und so wurden alle Daten aus E1 zweimal in E2 integriert (im November 1999 und im Januar 2000). Die E2-Server waren im Serverhousing-Betrieb mit denjenigen von Slashdot, was dazu führte, dass beim Kauf von Slashdot durch OSDN die Server abrupt offline gingen. Nachdem E2 von November bis Dezember nicht erreichbar war, wurde E2 von der Universität von Michigan gehostet. Im Februar 2007 wechselten die Server zur nahegelegenen Michigan State University.
E2 wird von Blockstackers Intergalactic betrieben, macht aber nach eigenen Aussagen keinen Gewinn. Bis Mitte 2007 nahm E2 Spenden in Form von Geld oder Hardware entgegen. Einige der Administratoren haben Bezug zu Blockstackers, andere nicht. Die Seite ist nicht „demokratisch“, sondern alle Benutzerrechte werden durch die Administratoren ohne Abstimmung mit der Community gesetzt.

## Richtlinien
Einige Leiter von E2 sehen es als Veröffentlichung, zu der Autoren mit dem Abschicken von Inhalten beitragen können. Obwohl Everything2 nicht versucht, eine Enzyklopädie zu sein, wurde bereits viel faktischer Inhalt in Everything2 veröffentlicht.
Die Regeln besagen, dass E2 kein Schwarzes Brett ist. Beiträge, die als Antwort zu anderen Beiträgen geschrieben werden oder kleine Ergänzungen darstellen oder aus sonstigen Gründen keine eigenständigen Beiträge sind, werden nicht gern gesehen. Everything2 ist kein Wiki und daher gibt es keinen direkten Weg für Autoren, die den Artikel nicht geschrieben haben, ihn zu bearbeiten.

## Umgang mit Urheberrechten
Das Urheberrecht eines Beitrages bleibt bei dem Autor des Inhalts. Die einzige Regelung, die das Urheberrecht betrifft, gibt der Seite das Recht zur Veröffentlichung. Autoren behalten ihr Recht, das Werk unter einer freien Lizenz wie beispielsweise Creative Commons oder GNU auf anderen Plattformen zu veröffentlichen oder ihren Beitrag später löschen zu lassen.

## Vergütung
Das Vergütungssystem von E2 ähnelt dem von Rollenspielen. Benutzer können Erfahrungspunkte (XP) für höhere Level oder umwandelbare Währung („GP“) erhalten. Fünf Erfahrungspunkte entsprechen einem Beitrag. Benutzer mit mehr als 10 Beiträgen und über 500 Punkten können Beiträge positiv oder negativ bewerten. Durch positive Bewertungen bekommt der Autor zusätzliche Punkte.

## Software
E2 wird mit der Open-Source-Engine Everything Engine, einem Perl-basierten System, betrieben. Daten werden in einer MySQL-Datenbank gespeichert.